# 龙柏新村站
龙柏新村站位于上海闵行区虹井路青杉路龙柏新村附近，为上海轨道交通十号线支线的地下车站。已于2010年4月10日启用。

## 楼层分布

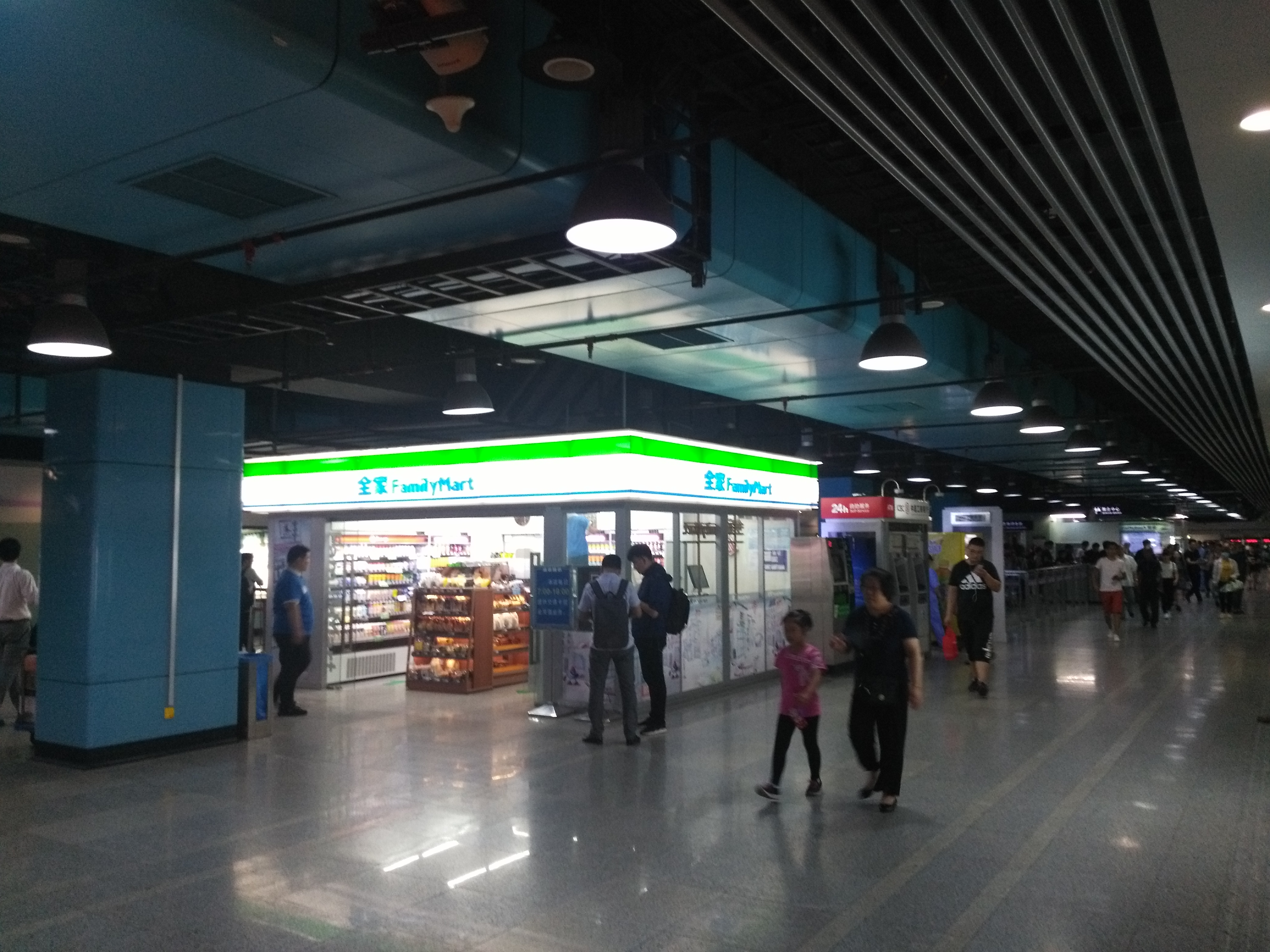
龙柏新村站站厅

| 地面层   | 出入口             | 2-5出入口                        |  |  |
| 地下一层 | 站厅               | 票务服务、自动售票机、人工服务台 |  |  |
| 地下二层 |                    | █ 10号线 往航中路（紫藤路）      |  |  |
|          | 岛式站台，左侧开门 |                                  |  |  |
|          |                    | █ 10号线 往基隆路（龙溪路）      |  |  |

## 車站出口
龙柏新村站目前开放4个出入口，另3号出入口附近设有地下连通道通向毗邻的乐坊·虹井生活广场及上海爱琴海购物中心，各出入口如下所示：
| 出口编号            | 出口指示       | 照片 |
| ------------------- | -------------- | ---- |
| 2 · 出口            | 青衫路，虹井路 |      |
| 3 · 出口            | 虹井路         |      |
| 4 · 出口            | 青衫路，虹井路 |      |
| 5 · 出口 · （设有） | 虹井路         |      |
| 图例： 设有         |                |      |

## 周邊
- 龙柏新村，位于上海虹桥路以南，虹井路以西，吴中路以北，环西一大道以东。